# Dipara tigrina
Dipara tigrina – gatunek błonkówki z rodziny Diparidae. Endemit Kenii.

## Taksonomia
Gatunek ten opisany został po raz pierwszy w 2021 roku przez Christopha Brauna i Ralpha S. Petersa na łamach „ZooKeys”. Jako lokalizację typową wskazano Las Kakamega w Kenii. Epitet gatunkowy oznacza po łacinie „tygrysia” i nawiązuje do pasów w tyle ciała zwierzęcia.

## Morfologia samicy
Błonkówka o ciele długości 2329 µm i ubarwieniu głównie żółtawobrązowym do brązowego.
Okrągła, około 1,25 raza szersza niż wysoka głowa ma całą powierzchnię siateczkowaną, żółtawobrązowy dół twarzy z dwoma brązowymi kropkami na dolnych brzegach oczu oraz ciemnobrązowe ciemię. Blisko siebie osadzone czułki mają brązowy wierzch trzonka, żółtobrązową nóżkę, białe spód trzonka i buławkę oraz ciemnobrązową pozostałą część biczyka.
Mezosoma jest przeciętnie szeroka. Duże i wydłużone przedplecze ma siateczkowaną powierzchnię. Na siateczkowanej tarczy śródplecza widnieją dwie duże, czarne plamy. Notauli zbiegają się w połowie długości owej tarczy. Axillae i przód tarczki śródplecza są siateczkowane, frenum zaś porowate. Skrzydła są skrócone, przednia ich para sięga co najwyżej do przedniej krawędzi poztułowia. Ten z kolei cechuje się gładkimi bokami i pokrytą niskimi żeberkami i siateczkowaniem powierzchnią. Odnóża przedniej i środkowej pary są żółtawobrązowe z białymi biodrami, tylnej zaś żółtawobrązowe z białymi biodrami, krętarzami i nasadowymi połowami ud.
Metasoma ma około 1,4 razy dłuższy niż szeroki, prawie żeberkowany pomostek z co najmniej sześcioma parami białych szczecinek po bokach. Gaster w 1/3 pokryty jest pierwszym tergitem, który to ma dwa szerokie ciemnobrązowe pasy, jeden tuż za stylkiem, drugi przy krawędzi tylnej. Szósty tergit oraz tylna ⅓ tergitu siódmego z okolicami przysadek odwłokowych są ciemnobrązowe, zaś przednie 2/3 siódmego tergitu żółtawobrązowe. Pokładełko ma ciemnobrązową osłonkę.

## Ekologia i występowanie
Owad afrotropikalny, znany wyłącznie z Lasu Kakamega w Kenii. Spotykany na rzędnych 1602 m n.p.m. Zasiedla ściółkę.